# Stokksnes
Stokksnes (isländskt uttal: [ˈstɔksˌnɛːs]) är en udde nära Höfn och Hornafjörður i republiken Island. Den ligger i regionen Austurland, i den sydöstra delen av landet. Stokksnes ligger söder om berget Kastarárfjall och berget Vestrahorn, som var med i Bollywood-filmen Dilwale. H-3 radarstation Stokksnes ligger längst ut på udden. Islands luftförsvarssystem använder radarstationen för att övervaka landets luftrum.